# 雷震 (中华民国政治人物)
雷震（1897年6月25日—1979年3月7日），字儆寰，是出身浙江长兴的政治人物、政治評論者及作家等。他是中華民國在臺灣時期早期民主運動的代表人物之一。

1947年，他於浙江省長興縣當選為第一屆國民大會浙江省代表之一。遷居臺灣後，他創辦《自由中國》雜誌，並於其中致力於對蔣中正政府提出建言及批評等。隨後，蔣中正政府將他逮捕入獄，監禁長達約十年。

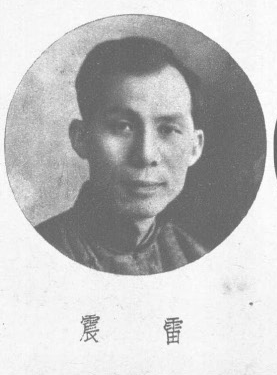

## 生平概略

### 早年經歷
1897年，雷震出生於浙江湖州府長興。他的父親是河南省羅山縣周黨镇雷畈村人，捻亂過後到浙江投奔堂兄並在長興安家。雷震七歲發蒙，後到新式學堂讀書。1909年，父親去世，只剩下母親供他上學。1912年初，學堂校長調任至梅溪高小，雷震也隨老師到梅溪讀書。暑假時投考湖州的浙江省立第三中學，並於1916年畢業。在校期間他積極參與學生運動，反對“二十一條”。畢業後便赴日本留學，他本來打算到杭州投考北京大學，只不過試期已過。在杭州時恰巧碰到梅溪的同鄉，便被延攬一起東渡。1917年，在聽完張繼和戴季陶的演講會後深受感召，加入中華革命黨。1918年，雷震短暫回國後返回日本，1919年7月底，考取第一高等學校的特別預科。1920年，從預科畢業後轉至名古屋第八高等学校就讀，沒選擇一高而離開東京是為了遠離國民黨東京黨部的活動。在八高，與他同宿舍的羅鴻詔也是後來《自由中國》的編委成員。他也擔任華工共濟會名古屋分會的副會長，結識了王希天，王兆澄等人。1923年春，因東大落榜而進入京都帝國大學法學部法政學科就讀。1926年3月，從法學部畢業，進入大學院師從森口繁治攻讀憲法學。1926年夏，只唸了一個學期的雷震因為失眠不堪其擾，因此回國修養。1927年2月，經他在東京的舊識，時任浙江省教育科長朱兆萃舉薦，被任命為浙江省立第三中學校長。年底，在戴季陶的推薦下轉任國民政府法制局編審，為王世杰之部屬，同儕有杭立武、周鯁生等人。1928年冬，法制局併入立法院，轉任戴季陶所任的考試院做編撰一職，同時兼任中央軍官學校教官。1931年8月，當選國民黨南京市黨部候補執行委員。

### 中年經歷
1932年，擔任中國國民黨南京黨代表大會主席團主席，升任執委常委。1933年4月，被出任教育部長的王世傑調入教育部做總務司司長。1935年，國民黨五中全會上，雷震當選監察委員，兼任財政專門委員會委員。1938年，在抗日戰爭中他獲得蔣介石的信任和提拔，隨王世傑離開教育部，轉任軍事委員會政治部設計委員。7月5日，第一屆國民參政會在武漢召開，雷震任議事組主任，而由於副秘書長周炳琳在西南聯大主持校務，所以實際上全權交由雷震代理。隨後雷震一直在國民參政會工作，處理和籌劃憲政問題。1945年5月，國民黨六大時，雷震連任中央監委。1946年1月，他出任政治協商會議秘書長，負責協商各黨派意見。1946年11月15日，制憲國民大會開幕前後，他負責協商青年黨與民主同盟中的民社黨參與制憲國大，任制憲國大代表兼副秘書長。1947年當選國民大會代表。
1947年1月2日，蔣介石接見政治協商會議副秘書長雷震，聽取雷震赴上海與中國民主社會黨、中國青年黨等商談改組政府情況:8253-8254。1月3日，雷震對記者談稱：國內政治商談，將於短期內恢復；政府改組本月內可實現，改組之步驟為各黨派提國府委員名單，經國府明令公布後，即共商各院、部之改組:8254。1月5日，行政院副院長張群、國民大會副秘書長雷震抵達上海，連日分別會晤各黨派人士，探詢各方對改組政府及恢復和談意見:8256。1月30日，國民大會副秘書長雷震再次與民社、青年兩黨商談改組政府事:8275。3月9日，政府代表雷震、洪蘭友到上海與民社黨、中國青年黨洽商政府改組事:8308。1947年3月15日至23日的国民党六届三中全会上，因雷震在政府改组谈判中担任较多具体工作，他为谈判代表辩护说：「谈判是不是中常会的授权，我不能说，但是我没有自由行动，而是奉命行事；至于为什么改组政府，是总裁的决定，也是本党的决定，我没有违背良心，虽不敢表功，至少没有什么过错；请党外参加政府，尤其是要求他们支持反共戡乱，在他们看来无异于跳火坑，所以要提条件；关于开放地方政权和民意机构，参加省府比较容易，因其随时可以改组，但省市参议会的改选有时间限定，不能随时参加，故已坚决拒绝对方的要求，至于其他政府金融和事业机构，也不同意他们参加」。3月27日，雷震抵達上海，敦促民主社會黨、青年黨提交國府委員名單:8321-8322。4月，行政院長張群組閣。4月23日，國民政府特任雷震為行政院政務委員:8340。1948年底離職。

### 自由中國

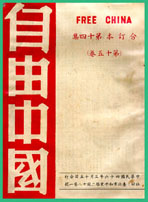
《自由中國》雜誌封面

1949年，他與胡適、王世杰、杭立武等籌備在上海市建立一份名為《自由中國》的雜誌，並曾赴溪口向蔣報告，取得其贊同，但因為中國共產黨的軍隊渡過長江威逼上海而未成。雷震協助湯恩伯忙於上海市、廈門守備工作，並參與國民黨改造工作。1949年10月21日，雷震赴台灣，並再次與杭立武討論辦刊事務，受到杭的支持。杭當時是教育部部長，由他出面資助《自由中國》的成立。11月20日，《自由中國》半月刊在台北創刊，在美國的胡適掛名發行人，以雷震為實際負責人，負責經費、邀稿、撰稿、校對、主持編輯委員會議等職。在蔣介石為宣示政治改革決心以取得美援背景之下，自由派人士紛獲見用，1950年，雷震被蔣介石聘為國策顧問。他曾於1950年、1951年年兩度代表蔣介石赴港宣慰反共人士，並探聽由美國主導的第三勢力「自由中國運動」（1953年改組為自由中國抵抗運動）在香港的發展情形，也邀請在港人士反共。
《自由中國》初期站在「擁蔣反共」立場發言，與蔣介石關係密切。自從1951年6月初《自由中國》刊登夏道平執筆之社論〈政府不可誘民入罪〉，引發第一次言論風波。在獲得美援後，自由派人士重要性減弱，雷震與蔣介石關係也漸行漸遠，1953年雷震即遭免除國策顧問等職。1954年底由於《自由中國》刊登讀者投書〈搶救教育危機〉，引發國民黨不滿，雷震被註銷國民黨籍。
韓戰結束後，美國對中共敵對態度趨緩，《自由中國》的言論逐漸轉變為「民主反共」立論，自由人權檢視政府施政，對蔣的威權統治有所批評，與蔣的關係日益緊張。1956年，該刊出版「祝壽專號」為自由派人士向蔣總統建言之總集，言人所不敢言者，引發黨政軍媒體之圍剿。1957年的《制憲述要》在香港出版。《自由中國》以「今日的問題」系列社論全面討論國是，首篇由殷海光執筆之「反攻大陸問題」，觸動政治禁忌，末篇「反對黨問題」，主張「反對黨是解決一切問題關鍵之所在」。

### 晚年經歷
他從1958年起參與李萬居、吳三連、高玉樹等78人發起組織的「中國地方自治研究會」，該組織無法取得行政機構之許可而無法成立。
1960年雷震與台港在野人士共同連署反對蔣中正三連任總統。5月4日他發表了《我們為什麼迫切需要一個強有力的反對黨》，鼓吹成立反對黨參與選舉以制衡執政黨。5月18日非國民黨籍人士舉行選舉改進檢討會，主張成立新黨，要求公正選舉，實現真正的民主。決議即日起組織「地方選舉改進座談會」，隨即籌備組織中國民主黨。雷震擔任地方選舉改進座談會召集委員，與李萬居、高玉樹共同擔任發言人。7至8月間舉行四次分區座談會，情治單位進行密切監控。同年9月4日雷震、劉子英、馬之驌及傅正被逮捕，並被軍事法庭以「包庇匪諜、煽動叛亂」的罪名判處十年徒刑。
在美國的胡適返台找蔣中正求情，蔣中正不予理睬。1961年雷震的64歲生日，胡適想念獄中的雷震，手書南宋詩人楊萬里的《桂源鋪》饋贈：「萬山不許一溪奔，攔得溪聲日夜喧。到得前頭山腳盡，堂堂溪水出前村。」唐德剛說：「胡先生這個懦弱的本性在當年所謂『雷案』中真畢露無遺。他老人家那一副愁眉苦臉，似乎老了二十年的樣子，我前所未見，看起來著實可憐。後來，我拜讀了他那自我解嘲的雷案日記，尤覺這位老秀才百無一用之可憐。『我雖不殺伯仁，伯仁因我而死』。」胡適對這件事，始終內疚彌深。在蔣介石的威權下，甚至後來也不便探監。
因黃埔軍校臺籍軍官案入獄的林再受在新店軍人監獄的房間，位於雷震房間的對面。據林再受回憶，雷震因為身分特殊，他的房間一個人一間，其他人不能隨便靠近。雷震的房間裡面牆壁都漆成紅色的，林再受認為是為了要對關在裡面的人造成心理壓力。:166-170
曾熱心支援雷震籌組反對黨的雲林縣議員蘇東啟於雲林縣議會提議要求蔣介石釋放雷震並獲得全數通過，而成為國民黨眼中釘。1961年蘇東啟因計畫以武力號召臺灣獨立而遭警總軍法處判處死刑；1975年蘇東啟因蔣中正逝世的特赦出獄。

### 策議與逝世
1970年9月4日十年徒刑期滿出獄。1971年12月中決定撰寫〈救亡圖存獻議〉，提出政治十大建議，希望政府速謀政治、軍事改革，以民主化方式應付危局，並要求將國號改為「中華台灣民主國」，他認為成立中華台灣民主國才是唯一出路。次年1月10日呈送〈救亡圖存獻議〉至總統府、行政院，未獲回應。1979年逝世於台北，終年82歲。

## 身后

### 雷震回憶錄焚毀案
1970年，雷震雖出獄，但其入獄期間所寫的四百萬字回憶錄，仍遭軍監強行沒收。1988年，其遺孀宋英向監察院提案重新調查雷震案，在監院準備調查的同時，新店軍監卻將回憶錄悉數焚毀，監察院對此提出彈劾，宋英曾向國防部要求國家賠償，卻皆遭到國防部的駁回。2016年3月，因馬世芳的轉貼，使得此案重新引起網友熱議，成為當年2月中華民國憲兵扣押戒嚴時期文獻案的餘波。《自由時報》在3月8日也以〈比違搜還慘！雷震4百萬字回憶錄被焚毀〉為題報導此案。

### 平反
2002年9月4日，中華民國政府正式平反雷震案為冤案。2006年3月7日，公益信託雷震民主人權基金成立。2007年7月8日，國史館舉行啟用雷震網頁發表會，及「雷震與憲政體制座談會」。2007年9月2日，國史館舉辦「雷震與反共國策」座談會暨《雷震案史料彙編》電子書發表會。2007年12月9日，國史館舉辦「雷震與自由人權」座談會暨頒贈雷震基金獎學金。2012年3月7日，“雷震紀念館”暨雷震研究中心在國立政治大學社會科學資料中心正式揭幕，中華民國總統馬英九出席并鞠躬致敬。

## 家庭
髮妻宋英，1902年生於安徽舒城，曾任中華民國監察委員。兩人共育有兩子一女，長子雷德寧、長女雷德全、幼子雷德成。1992年，隨長子雷德寧移民美國。
側室向筠。兩人共育有兩子三女，三女雷美琳、雷美莉、雷美梅，兩子雷天洪、雷天錫。
雷震之孫：雷珊妮

## 著作
- 《制憲述要》
- 《監察院之將來》
- 《輿論與民主政治》
- 《雷震回憶錄-我的母親續篇》
- 《雷震回憶錄-新黨運動黑皮書》
- 《雷震家書》
- 《雷震全集》桂冠出版，傅正主編
- 《雷震案史料彙編》-「國防部檔案選輯」、「雷震獄中手稿」、「黃杰警總日記選   輯」、「雷震回憶錄焚毀案」，國史館出版。
- 《雷震研究》李敖編著
- 《雷震案史料彙編》電子書，國史館出版。